# Pandaka pygmaea
Pandaka pygmaea, Najmanja slatkovodna riba na svijetu čija su domovina Indonezija i Filipini (rijeka Malabon), odakle je 1958. uvezena u Njemačku gdje živi u akvarijima. Na Filipinima se smatra da je zbog zagađenja nestala, možda je još ima na otoku Culion ispred Palawana. Danas su joj stanište bočate vode i područja mangrova u Indoneziji, na Baliju, Celebesu i Singapuru.
Ova tropska riba je bezbojna i gotovo prozirna. Uobičajeno je nazivaju pandaka i Dwarf Pygmy Goby, dok je filipinski Tagali nazivaju bia. Ima dva reda zubi u svakoj čeljusti a hrani se planktonom. Mužjak spolnu zrelost dostiže s 9 mm, a maksimalno naraste do 1.1 cm, a ženka 1.5cm.
Pripada porodici glavoča (Gobiidae), red zrakoperki, a opisao ju je 1927. američki ihtiolog Albert William Herre, koji se smatra možda najboljim poznavaocem filipinskih riba.